# Giovanni Maria Bertin
Giovanni Maria Bertin (Mirano, 7 settembre 1912 – Bologna, 15 novembre 2002) è stato un pedagogista e filosofo italiano.

## Biografia
Figlio di Amedeo, impiegato, e di Maria Amelia Temporin, casalinga, nasce in via Ballò, all'allora numero civico 27, frazione di Mirano, in provincia di Venezia. 
Per il lavoro del padre, quattordicenne si trasferisce con la famiglia a Palermo, iscrivendosi al Liceo classico Vittorio Emanuele II; qui si avvicina, in particolare, al mondo della letteratura, che avrà un ruolo determinante nella sua successiva professione di pedagogista. Dopo il diploma, si iscrive alla Facoltà di Lettere e Filosofia dell'Università Statale di Milano, dove si laurea in Filosofia nel 1935 sotto la guida di Antonio Banfi. Nel 1937 diventa insegnante di storia e filosofia nel licei milanesi e nel 1938 si sposa a Milano con Maria Orgnieri. Dal 1945 al 1949 è assistente incaricato all'Università di Milano alla cattedra di Antonio Banfi, quindi, conseguita la libera docenza in filosofia nel 1949, è assistente ordinario fino al 1953 quando, vinto l'ordinariato, ha la cattedra di pedagogia della Facoltà di Magistero dell'Università degli Studi di Catania. Trasferitosi nel 1957 all'Università di Bologna, è titolare della cattedra di pedagogia della Facoltà di Magistero, di cui sarà preside dal 1957 al 1968.
All'interno della Facoltà di Magistero dell'ateneo bolognese, il 6 Febbraio 1958 Bertin fonda il precursore dell'attuale Dipartimento di Scienze dell'Educazione. Inizialmente chiamato Istituto di discipline filosofiche, pedagogiche e psicologiche, esso fu ribatezzato nel 1960 Istituto di Pedagogia e, dal 1975 al 1983, Istituto di Scienze dell'Educazione. Bertin dirigerà l'Istituto fino al 1976, anno del suo pensionamento.

## Contributi scientifici
La filosofia pedagogica di Bertin è marcatamente influenzata dalle posizioni del maestro Antonio Banfi, il quale sosteneva l'impossibilità di attingere a un sapere assoluto in ragione della limitatezza dell'esperienza umana. Se ne desumeva, secondo Bertin, la necessità di gestire pratiche umane perennemente influenzate dal divenire storico e, perciò, frequentemente poste in discussione; tuttavia, grazie all'uso della ragione, Bertin riteneva possibile esplorare l'orizzonte della limitatezza umana secondo una propria versione dell'ottimismo illuminista kantiano. In sintesi, per Bertin l'apprendimento poteva essere definito ontologicamente come una forma di esperienza relazionale caratterizzata da uno sviluppo entro poli oppositivi (antinomie) i quali, a loro volta, articolano la tensione tra l'Io e il Mondo (problematicismo), ma con possibilità di risoluzione razionale della tensione (razionalismo). Di qui, l'idea di Bertin dell'importanza del "progetto esistenziale" come testata d'angolo dei percorsi di apprendimento, da implementare unitamente all'educazione a una razionalità critica, la quale non accetti come dati di fatto gli avanzamenti della tecnica e gli stili di vita e di pensiero che essi impongono.

## Riconoscimenti
Nel 1983 assume quindi il nome di Dipartimento di Scienze dell'Educazione, a lui intitolato. Inoltre, l'Università di Urbino, internamente al Dipartimento di Studi Umanistici, ha istituito il Centro Studi di Teorie dell'Educazione "G.M. Bertin" con l'obiettivo di approfondire la prospettiva del problematicismo pedagogico (indirizzo pedagogico introdotto da Bertin) e sui suoi orientamenti metodologici di matrice montessoriana.

## Opere principali
- Caratterologia e pedagogia. Lezioni di pedagogia per l'A.A. 1948-49, La Goliardica Editrice, Venezia, 1950.
- La caratterologia, F.lli Bocca Editori, Milano, 1951.
- Introduzione al problematicismo pedagogico, C. Marzorati Editore, Milano, 1951.
- Esistenzialismo, marxismo, problematicismo, Edizioni Viola, Milano, 1952.
- L'idea pedagogica e il principio di ragione in A. Banfi, A. Armando Editore, Roma, 1961.
- Educazione alla ragione. Lezioni di pedagogia generale, A. Armando Editore, Roma, 1968.
- Società in trasformazione e vita educativa, La Nuova Italia Editrice, Firenze, 1969.
- Educazione alla socialità e processo di formazione, A. Armando Editore, Roma, 1972.
- Nietzsche. L'inattuale, idea pedagogica, La Nuova Italia Editrice, Firenze, 1977.
- Progresso sociale o trasformazione esistenziale, Liguori Editore, Napoli, 1982.
- Costruire l'esistenza. Il riscatto della ragione educativa (con Mariagrazia Contini), A. Armando Editore, Roma, 1983.
- Scuola, società e domanda educativa, Giunti & Lisciani Editori, Firenze, 1985.

La maggior parte di queste opere ha avuto successive edizioni e ristampe.

### Monografie
- Mario Gattullo, Piero Bertolini, Andrea Canevaro, Franco Frabboni, Vittorio Telmon (a cura di), Educazione e ragione. Scritti in onore di Giovanni Maria Bertin, 2 voll., La Nuova Italia Editrice, Firenze, 1985.
- Franco Cambi, La sfida della differenza. Itinerari italiani di pedagogia critico-radicale, CLUEB, Bologna, 1987.
- Franco Cambi, Manuale di filosofia dell'educazione, Editori Laterza, Roma-Bari, 2000.
- Maurizio Fabbri, Tiziana Pironi, Educare alla ricerca. Giovanni Maria Bertin precursore del pensiero della complessità, Edizioni Studium, Roma, 2020.
- Silvano Calvetto, Tra ragione ed esistenza. La filosofia dell'educazione di Giovanni Maria Bertin, Anicia Edizioni, Roma, 2007.
- Graziella Scuderi, Il razionalismo critico come problema pedagogico: Banfi, Bertin e il senso della pedagogia, Luigi Pellegrini Editore, Cosenza, 2005.
- Massimo Baldacci, Il problematicismo. Dalla filosofia dell'educazione alla pedagogia come scienza, Edizioni Milella, Lecce, 2004.
- Franco Frabboni, Il problematicismo in pedagogia e didattica. Crocevia di una educazione inattuale e utopica, Edizioni Erikson, Trento, 2013.

### Articoli
- Carlo Fedeli, "La filosofia dell'educazione in Italia dal secondo dopoguerra ad oggi: modelli teorici ed opzioni di fondo", in Rivista di Filosofia Neo-Scolastica, 87 (4) (1995) pp. 623–642.
- Massimo Baldacci, "L'Educazione alla ragione. Idea inattuale", in Pedagogia più Didattica, Volume 4, Numero 1, Anno 2018.
- Giovanbattista Trebisacce, "Dal razionalismo critico al problematicismo pedagogico. Considerazioni e spunti di ricerca", in Studi sulla Formazione, 2 (2012) pp. 93–101.
- Giulia Venturelli, "L’educazione tra esperienza e trascendenza. Il contributo del problematicismo razionalista di Giovanni Maria Bertin nella costruzione di una pedagogia come “scienza del possibile”", in Rivista Formazione, Lavoro, Persona, Numero 23, Anno VIII-2018, pp. 108-117.
- Elena Madrussan, "Il problematicismo pedagogico di Giovanni Maria Bertin", in viaBorgogna3. Il magazine della Casa della Cultura (Milano), Volume 1, Fascicolo 1: La scuola di Milano, Anno 2016, pp. 58–63.
- Jessica Pasca, "Educare l'uomo per educare la comunità: la proposta pedagogica di Giovanni Maria Bertin", in Pedagogia e Vita. Rivista di problemi pedagogici, educativi e didattici, Numero 3, Anno 2022, pp. 145–156.